# Rolls-Royce RB.108
Le Rolls-Royce RB.108 était un turboréacteur britannique conçu au milieu des années 1950 par Rolls-Royce. Il s'agissait d'un moteur conçu spécifiquement pour les applications ADAV, c'est-à-dire principalement pour être installé en position verticale et fournir de la poussée vers le bas.

## Conception et développement
D'une conception trapue et compacte afin de pouvoir être monté verticalement, le RB.108 différait des turboréacteurs conventionnels par la présence de roulements et de systèmes de lubrification étudiés pour supporter un fonctionnement prolongé en position verticale,. Il fut testé sur banc pour la première fois en 1955 par Alan Arnold Griffith, qui avait déjà pensé à la création de moteurs de sustentation spécialisés dès 1941. La poussée produite était de 9,475 kN (996,15 kgp) pour une masse de 122 kg, donnant ainsi un rapport poussée/poids de 8 pour 1.

## Applications
Le RB.108 fut utilisé dans le Short SC.1 (en), qui en utilisait quatre pour sa sustentation verticale et un cinquième monté à l'arrière avec un angle différent pour assurer sa propulsion. Le Mirage Balzac employait également huit RB.108 montés verticalement pour sa sustentation. Le VFW SG 1262 utilisait cinq RB.108, trois montés en tandem sur l'axe longitudinal de l'appareil, puis un de chaque côté. Cet appareil était en fait le banc d'essais dynamiques du VFW VAK 191B, et n'était pas destiné à voler à proprement parler.
Le RB.108 était aussi un moteur prévu pour de nombreux autres concepts d'avions ADAV, dont un appareil conçu par la société allemande Dornier. Un moteur de sustentation similaire fut également conçu par Bristol Siddeley, le BS.59, avec une poussée de 35,59 kN. Ce moteur était prévu pour un potentiel Focke-Wulf Fw 260 (en).